# Wskaźnik Hirscha
Wskaźnik Hirscha, indeks Hirscha, wskaźnik h, indeks  h – wskaźnik bibliometryczny wprowadzony w 2005 roku przez Jorgego Hirscha, mający w zamierzeniu wykazywać znaczenie wszystkich prac naukowych danego autora, charakteryzując jego całkowity dorobek (a nie tylko znaczenie jednej pracy, jak zwykły wskaźnik cytowań).

## Definicja

Wskaźnik Hirscha z wykresu publikacji z malejącą liczbą cytowań

Wskaźnik odzwierciedla dystrybucję cytowań publikacji określonego naukowca i liczbę jego najlepszych publikacji. Według słów samego Hirscha:
Naukowiec ma wskaźnik h, jeśli h spośród Np jego/jej publikacji ma co najmniej po h cytowań każda, a każda z pozostałych (Np − h) publikacji ma nie więcej niż h cytowań.
Inaczej mówiąc, naukowiec ze wskaźnikiem h opublikował Np publikacji, spośród których było h takich publikacji, z których każda była cytowana co najmniej h razy przez innych naukowców. Wskaźnik h odzwierciedla zatem zarówno liczbę publikacji, jak i przeciętną liczbę cytowań każdej publikacji. 
Stosowanie tego wskaźnika ma sens przy porównywaniu dorobku naukowców pracujących w tej samej dziedzinie nauki, gdyż przeciętna liczba cytowań pojedynczych publikacji jest silnie zależna od dziedziny badań.

## Wskaźnik Hirscha akarieranaukowa
Wskaźnik został pomyślany tak, aby lepiej odzwierciedlać wartość dorobku naukowego niż sama liczba publikacji lub sumaryczna liczba cytowań wszystkich publikacji jednego naukowca. Premiuje on tych, którzy publikują mniejszą liczbę dobrych prac, względem tych, którzy rozpraszają wyniki swoich badań na większą liczbę publikacji w celu sztucznego zwiększenia ich liczby. Ponadto nagradza naukowców, których publikacje są stale i często cytowane, gdyż z upływem czasu ich wskaźnik h wzrasta. 
Na przykład naukowiec po opublikowaniu 6 prac, z których każda była cytowana co najmniej 6 razy, ma wskaźnik h = 6, natomiast taki, który ma 100 publikacji, ale spośród nich tylko 3 mają 3 lub więcej cytowań, ma wskaźnik h = 3.
Hirsch dowodził, że na podstawie wysokiego wskaźnika h można lepiej przewidzieć, kto otrzyma najbardziej prestiżowe nagrody naukowe (na przykład Nagrodę Nobla), niż na podstawie innych wskaźników oceny naukowców. Hirsch dowodził (z dużym marginesem błędu), że fizyk, który osiąga wskaźnik h około 12, jest zwykle zatrudniany na pierwsze stanowisko profesorskie na najlepszych uczelniach USA. Wskaźnik równy 18 daje pełną nominację profesorską, 15–20 to typowy wskaźnik członka rzeczywistego American Physical Society, 45 lub więcej oznacza zwykle członkostwo w National Academy of Sciences, zaś wskaźnik laureatów Nagrody Nobla z fizyki mieści się w zakresie między 35 a 39.
Spośród 22 dyscyplin naukowych znajdujących się na liście Thomson Reuters Essential Science Indicators Citation Thresholds, najwięcej cytowań w przeliczeniu na publikację mają naukowcy zajmujący się badaniami kosmicznymi, a zaraz za nimi są fizycy.
Wskaźnik Hirscha jest stosowany w Polsce do porównywania dorobku publikacyjnego poszczególnych uczonych oraz jednostek naukowych bądź instytutów badawczych.

## Krytyka
Krytycy wskaźnika twierdzą, że dyskryminuje on naukowców, których charakteryzuje zmienna jakość publikacji, oraz osoby, które miały krótkie i błyskotliwe kariery. Na przykład osoba, która napisała jedną pracę, która była cytowana 100 razy, drugą pracę, która była cytowana 50 razy, trzecią pracę, która była cytowana 3 razy, oraz 100 prac, które były cytowane po 2 razy, ma wskaźnik Hirscha 3 – czyli taki sam, jak osoba, która opublikowała  3 prace, z których każda była cytowana po 3 razy. Podobnie osoba, która napisała 2 publikacje, z których każda była cytowana 1000 razy, ma wskaźnik h równy 2 (tak jest w przypadku Évariste'a Galoisa). Gdyby Albert Einstein zmarł w 1905 roku, jego wskaźnik h wynosiłby 4, choć już wówczas był autorem 4 spośród 10 swoich najważniejszych publikacji.

## Programy do obliczania wskaźnika Hirscha
Popularnym narzędziem do obliczania wskaźnika jest program Publish or Perish, stworzony przez Anne-Wil Harzing (profesor zarządzania na University of Melbourne) i opierający się na cytowaniach zindeksowanych w wyszukiwarce Google Scholar (która także pokazuje wartość wskaźnika).
W Polsce wskaźnik Hirscha oblicza, będący częścią bazy BazEkon, program bibliometryczny Cytowania w BazEkon, który przetwarza zarejestrowane w tej bazie przypisy literaturowe artykułów. Autorami programu są informatycy Biblioteki Głównej Uniwersytetu Ekonomicznego w Krakowie.